# Potok Pierlaków
Potok Pierlaków – potok, lewostronny dopływ Sopotni o długości 2,8 km i powierzchni zlewni 2,2 km².

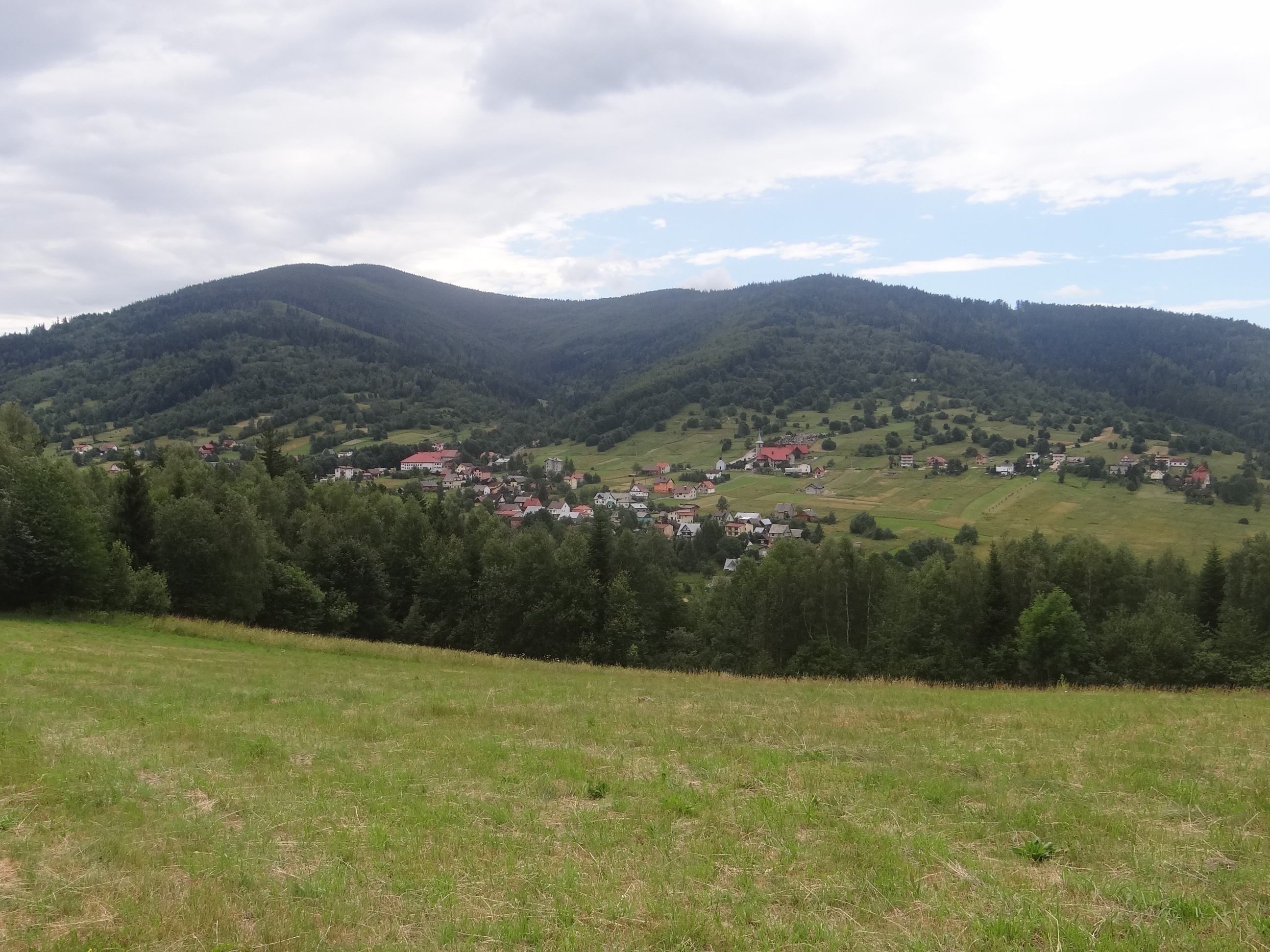
Widok na dolinę Potoku Pierlaków (powyżej zabudowań Sopotni Wielkiej)

Źródła potoku znajdują się na wysokości około 1030 m na północnych stokach Kotarnicy w Beskidzie Żywieckim. Spływa głęboką doliną w kierunku północno-wschodnim. Zbocza tej doliny tworzą północno-wschodnie ramię Kotarnicy i wschodnie ramię Łazów. Uchodzi do Sopotni na wysokości około 610 m.
Zlewnia Potoku Pierlaków znajduje się w obrębie miejscowości Sopotnia Wielka. Jej górna część to zalesiony masyw Romanki, dolna część znajduje się w obrębie pól i zabudowań Sopotni Wielkiej.